# Lippai László
Lippai László (Budapest, 1959. december 28. – Budapest, 2022. február 23.) magyar színművész.

## Életpályája
A Színház- és Filmművészeti Főiskolán szerezte diplomáját 1985-ben. 1990-ig a Madách Színház tagja volt, majd szabadfoglalkozású művész lett. Budapesti és vidéki színházakban játszott, például a székesfehérvári Vörösmarty Színházban, Madách Színházban, Játékszínben, Musical Színházban, Piccolo Színházban, József Attila Színházban. 2010-ben megpályázta a budapesti Örkény Színház, 2013-ban pedig a Budaörsi Latinovits Színház vezetését.
Ő adta a Dragon Ball animék kultikus főszereplőjének, Son Gokunak a hangját. 2016-tól 2022-ig a Talent Studio oktató tanára volt.
Hosszan tartó súlyos betegség után, 62 éves korában 2022. február 23-án hajnalban hunyt el.

### Családja
Felesége Krisztina volt, akivel 30 évig éltek együtt. Egy fiú (Levente) és egy leány (Anna) édesapja volt.

## Sport
Kedvenc sportágai a labdarúgás és a tenisz volt. A Vasas öregfiúk és a Színészválogatott csapatának tagja, ahol általában dobogós helyen végzett társaival. A foci mellett kipróbálta még a golfot, autóversenyzést, futást és a strandröplabdát is.

## Színpadi szerepei
- Madách Imre: Az ember tragédiája (Rafael főangyal, Tanítvány, Bábjátékos)
- Szép Ernő: Május
- T. S. Eliot–Andrew Lloyd Webber: Macskák (Micsel Rumli)
- John Patrick: Teaház az augusztusi holdhoz (Seiko)
- Részeg himnusz
- Szigligeti Ede: Liliomfi
- Kander–Ebb–Masteroff: Kabaré (Konferanszié)
- Szabó Magda: Béla király (István herceg)
- A királynő katonái (Wilfe Seaford)
- Hajnali szép csillag (Gyerek)
- Ken Kesey: Kakukkfészek (Sclanlon)
- William Shakespeare: Vízkereszt, vagy amit akartok (Sebastiano)
- Szakonyi Károly: Adáshiba (Imrus)
- Molnár Ferenc: Liliom (Hollunder fiú)
- Sütő András: Egy lócsiszár virágvasárnapja (Herse)
- Ken Kesey: Száll a kakukk fészkére (Billy Bibitt)
- Páratlan páros (Bobby Franklin, John Smith)
- Shakespeare: Szeget szeggel (Claudio)
- Arthur Miller: Pillantás a hídról (Rodolfo)
- Tamási Áron: Énekes madár (Kömény Móka)
- Noël Coward: Szénaláz (Simon Bliss)
- Békés Pál: A női partőrség szeme láttára (Futurológus)
- Caligula (Scipio)
- Katona József: Bánk bán (Ottó)
- Marcel Achard: A bolond lány (Elie Cardinal)
- Molnár Ferenc: A hattyú
- Shakespeare: Tévedések vígjátéka (Ephesusi Dromio)
- Tolcsvay László–Müller Péter–Bródy: Doctor Herz (Mahatma Gandhi)
- Jaroslav Hašek: Svejk ( Lukas főhadnagy)
- Dancs István: Sze-ku-kák (Szendrői Imre)
- Don Juan (Peti)
- Lear (Thomas)
- Vigyázat, mélyvíz (Győző)
- Hervé: Nebáncsvirág (Celestin)
- Szomory Dezső: Hagyd a nagypapát
- Jean Poiret: Őrült nők ketrece (Mercedes)
- Andrew Lloyd Webber: József és a színes, szélesvásznú álomkabát (József, Naphtali)
- Hat szerep keres egy szerzőt (szereplő)
- Esőcsináló ember (Jim Curry)
- Egyszer az életben
- Müller Péter–Tolcsvay László–Müller Péter Sziámi: Mária evangéliuma (III. Pásztor)
- Voskovec–Werich–Jezek: A Nehéz Barbara (Gusztáv Harmoniensis)
- Shakespeare: Ahogy tetszik (Amiens)
- Giulio Scarnacci–Renzo Tarabusi: Kaviár és lencse (Alexis)
- Molnár Ferenc: A vörös malom (Adjutáns)
- Heltai Jenő: A néma levente (Beppo)
- Bródy Sándor: A medikus (György)
- Fazekas Mihály: Ludas Matyi (Galiba)
- Edmond Rostand: A sasfiók (Obenaus)
- Dale Wassermann–Mitch Leigh–Joe Darion: La Mancha lovagja (Sancho)
- Jókai Mór: A bolondok grófja (Pető)
- Szeretlek, színház (Simonyi)
- Madách Imre: Az ember tragédiája (Szín-játékos)
- Molnár Ferenc: Nászinduló (John J. Palmer)
- Neil Simon: A Napsugár fiúk (Ben Silverman)
- Mikszáth Kálmán: Beszterce ostroma (Szlimák)
- Csukás István–Darvas Ferenc: Ágacska (Dani kacsa)
- Michael Cooney: Nem ér a nevem (Mr. Forbright)
- Szabóky Zsigmond Rafael (Verpeléty)
- Gyurkovics Tibor: A nagyvizit (M. István)
- Kocsák Tibor–Miklós Tibor: Anna Karenina (Velencei énekes)
- John Kander–Fred Ebb–Bob Fosse: Chicago (Mary Sunshine)
- Erich Kästner: Emil és a detektívek (Gusztáv)
- Pierre Barillet–Jean-Pierre Grédy: A kaktusz virága (Norbert)
- Antoine de Saint-Exupéry: A kis herceg (Pilóta)
- Andrew Lloyd Webber: Az operaház fantomja (André)
- Lázár Ervin: A négyszögletű kerek erdő (Vacskamati)
- Kocsák Tibor–Miklós Tibor: Nana (André)
- Békés Pál: A kétbalkezes varázsló (Fitzhuber Dongó)
- Antonius kardja (Antunius)
- Vaszary Gábor: Bubus (Jóbarát)
- Mel Brooks–Thomas Meehan: Producerek (Carmen Ghia)

### Televízió
- Ha mi egyszer kinyitjuk a szánkat…
- Úgy szeretném meghálálni
- Kapcsoljuk magunkat
- Kacagóra a játszóházban – Lulu a papagáj
- Csuda egy délelőtt
- Barátságos harcot kérünk
- Zöldszem, zöldfül
- Drámaíró verseny
- Nem jogerős
- Angyalbőrben

## Filmjei

### Játékfilmek
- Hatásvadászok (1983)
- Te rongyos élet (1984)
- Hamis a baba (1991) – Sebes Jenő
- Vademberek (2001) – Janó
- A titkos háború (2001) – Sebestyén
- Magyar Passió (2021)

### Tévéfilmek
- Csupajóvár (1980)
- Bevégezetlen ragozás (1985)
- Ember és árnyék (1985)
- A kertész kutyája (1986)
- A falu jegyzője 1–4. (1986) – Ákos
- Nyolc évszak 1–8. (1987) – Cékla
- A montmartre-i ibolya (1988) – Raoul [4]
- Freytág testvérek (1989)
- Angyalbőrben (1990)
- Hölgyek és urak (1991)
- Kutyakomédiák (1992)
- A pályaudvar lovagja (1992)
- Privát kopó (1992)
- Devictus Vincit (1994)
- 40 millió (1994)
- Helyet az ifjúságnak! (1995)
- Kisváros (1996)
- Ábel Amerikában (1998)
- Drága örökösök (2019) – Benedek
- Jóban Rosszban (2021)

### Szinkronszerepei
- 3 férfi egy mózeskosár
- A bolygó kapitánya
- A bűvös kard – Camelot nyomában
- A dezertőr
- A folyók nem állnak meg
- A Gyűrűk Ura
- A Jetson család I. (2. szinkron)
- A Jetson család II.
- A kábítószer
- A kapcsolat megszakad
- A kaszás
- A Kisasszony
- A Notre Dame-i toronyőr
- A szakasz
- A szórakozott professzor
- A titokzatos idegen
- A varieté világa
- A végzet asszonya
- Ahol a nap süt
- Air America
- Airport 77
- Airport 79
- Álomhajó
- Ami sok, az sokk – Ricky Butler (Corey Feldman)
- Anette
- Angel
- Apádra ütök
- Átlagemberek
- Az égbolt lovagjai
- Ifjú Einstein
- Az Öreg
- Az utolsó különóra
- Babar
- Bárány a nagyvárosban
- Baywatch
- Billy Webb csodálatos története
- Boulevard
- Brooklyn 99 – Nemszázas körzet
- Buddy Holly története
- Charley és az őrangyal
- Charlie és a csokigyár
- China Girl
- Cobra 11
- Conan a barbár 2: A Pusztító
- Családfa
- Dallas - Így kezdődött
- Dallas
- Denver, az utolsó dinoszaurusz
- Derrick
- Dóra, a felfedező
- Dragon Ball
- Dragon Ball Z
- Dragon Ball GT
- Dragon Ball GT – Goku öröksége
- Dragon Ball Super
- Egy becsületbeli ügy
- Egy fiatal alkoholista
- Egy sikertelen hadjárat története
- Egy szép napon
- Egyenes, egyenes, görbe, görbe
- Éjszakai tűz
- Ellenség a kapuknál
- Én és Charly
- Flipper és barátai
- Fortress – 33 emelet mélyen a pokolban
- Frankie Walls nyerni akar
- Godzilla
- Gulliver
- Gung Ho
- Gyerekjáték (1.szinkron)
- Ha egy nap kopogtatsz az ajtómon
- Halálos összeesküvés
- Harold és Maude
- Három a doktor
- Harry Potter és a bölcsek köve
- Helyszíni szemle
- Hóbortos hétvége
- Hogyan veszíti el a világ a költőket?
- Holt költők társasága
- Homo novus
- Hosszú hétvége
- Hupikék törpikék
- Kalózok
- Kamaszházasság
- Kemény fickók
- Kertváros
- Kissler gyilkosa
- Ki vagy, doki? - A Szerkesztő (Simon Pegg)
- Klinika
- Knight Rider
- Los Angeles-i hőség
- Magyar-Izland expedíció
- MASH
- MacsEb
- McKenna
- Mentők
- Mi ketten
- Mike új kocsija
- Mint az életben
- Miss Mallard nyomoz
- Mortal Kombat
- Mozart és a halál
- Navarro
- Nem megfelelő csatornák
- Nyulak
- Ollókezű Edward
- Ördög nagymama
- Pocahontas
- Psycho Cop
- Rémségek kicsiny boltja
- Rendőrakadémia
- Repülés szárnyak nélkül
- Repülő bocsok
- Repülőorvosok
- Robotok
- Rönkszedők
- Scooby-Doo és a 13 szellem
- South Park
- Spinédzserek
- Space Jam – Zűr az űrben
- Suzanne karrierje
- Szerelem
- Szerelmi krónika
- Szilaj-A vad völgy paripája
- Szívtipró gimi
- Szörny Rt.
- Szörny Egyetem
- Szörnyecskék
- Szörnyszakik (1.évad)
- Támadás a sötétből
- Tetthely
- Thomas, a gőzmozdony
- Tizenhatévesek
- Tolvajtempó
- Toy Story – Játékháború
- Toy Story – Játékháború 2.
- Toy Story 3.
- Toy Story 4.
- Toy Story – Elfeledett világ
- Toy Story – Terror!
- Tron
- Twin Peaks
- Vakhit
- Vatel
- Vejedre ütök
- Verdák
- Vérfagyasztó
- Veszedelmes viszonyok
- Willow